# French Pulp éditions
French Pulp éditions était, de 2016 à 2021,  une maison d'édition française à compte d'éditeur, consacrée exclusivement à la littérature populaire française et francophone.

## Présentation
French Pulp éditions est une maison d'édition indépendante fondée en 2016 par Nathalie Carpentier, épouse de Jean-Marie Carpentier, qui fut secrétaire général du Fleuve noir de 1962 à 1993.
L'entreprise se consacre uniquement à la littérature populaire française et francophone à laquelle elle souhaite redonner toutes ses lettres de noblesse,. Elle publie une quarantaine d'ouvrages par an d'auteurs contemporains repartis dans les différentes collections de la littérature de genre. Elle publie également des œuvres culte de la littérature populaire française, tirées de son fonds éditorial de plus de 2300 titres avec des auteurs tels que : G.-J. Arnaud, Pierre Lesou, André Lay, Francis Ryck, Peter Randa, Pierre Nemours,...
Début 2018, French Pulp éditions décide de « ressusciter » Nestor Burma, le détective de Léo Malet, afin de réactiver le goût d’une « littérature populaire et addictive, peuplée de détectives durs à cuire, de femmes fatales, d’espions nonchalants et de héros familiers »,
Le 17 décembre 2019, le magazine actualitte.com publie un article à charge contre la directrice de la maison d'édition. Dans cet article, Nathalie Carpentier est présentée comme ayant « un comportement odieux » et comme« capable d’envoyer des lettres de menaces et d’injonctions, me sommant de ne pas raconter le différend que l’on avait à d’autres auteurs ». En janvier 2020, l'auteur Nick Gardel fait savoir que son ouvrage Sans queue ni tête ne sera pas publié car les retards de paiement de l'éditeur ont entraîné la rupture de leur collaboration.
En février 2020, ActuaLitté annonce que « la structure a accumulé les problèmes — dont des retards manifestement volontaires de paiements », qui conduisent trois salariés devant les Prud'hommes pour réclamer les salaires impayés depuis novembre ; le président accède partiellement à leurs requêtes. Le même article met en cause l'absence de communication entre la direction d'une part, et les salariés et auteurs d'autre part. En mars 2020, toujours selon ActuaLitté, un groupe d'auteurs et d'anciens salariés publie une lettre ouverte adressée à Vincent Montagne, président du Syndicat national de l’édition ; ils y exposent des « dysfonctionnements sérieux et avérés dans l’entreprise » : les salaires ne sont pas versés mais Nathalie Carpentier n'a pas régularisé la situation administrative permettant aux intéressés de recevoir les indemnisations et les demandeurs s'inquiètent de son silence face aux sollicitations.
Le 7 janvier 2021, le tribunal de Commerce de Paris a prononcé la liquidation judiciaire de French Pulp.

## Auteurs
- Georges-Jean Arnaud
- Benoît Becker (Jean-Claude Carrière)
- Jérémy Bouquin
- Stéphane Bourgoin
- Nataly Breda
- Philippe Collas
- Christian Cornu
- David Coulon
- Michel Cousin
- Patrice Dard
- Delacorta
- Serguei Dounovetz
- G.M. Dumoulin
- Jean-Charles Fauque
- Jean-Pierre Ferrière
- Gwendoline Finaz de Villaine
- Patrick de Friberg
- Gilbert Gallerne
- Christian Gonzalez
- Laurent Guillaume
- Anthelme Hauchecorne
- Serge Jacquemard
- Claude Joste
- Pierre Latour
- André Lay
- Eric Laurent
- Alain Leblanc
- Michel Lebrun
- Jérôme Leroy
- Pierre Lesou
- Laurent Malot
- Frédéric Mars
- Emma Mars
- Jean Mazarin
- Ludovic Miserole
- Fabio M. Mitchelli
- Nadine Monfils
- Pierre Nemours
- Stéphane Nolhart
- Jean-Paul Nozière
- Brice Pelman
- Pierre Pelot
- Stanislas Petrosky
- Jean-Marc Pitte
- Michel Quint
- Guillaume Ramezi
- Peter Randa
- Philippe Randa
- Francis Ryck
- Jacques Saussey
- Danielle Thiéry
- Marie Vindy
- Marc Welinski
- Stefan Wul

### Collections
- Fiction — Grands romans
- Les Féroces
- Polar
- Anticipation
- Espionnage
- Angoisse
- Atout cœur

## Droits audiovisuels
Les droits audiovisuels des ouvrages de French Pulp éditions sont défendus par l'agence Création audiovisuelle littéraire (CAL France).